# ザユル県
ザユル県（ザユルけん）は中華人民共和国チベット自治区ニンティ市の県の一つ。県名はチベット語で「人の居る地」の意。県政府所在地は竹瓦根鎮。東は雲南省デチェン県、チベット自治区ゾガン県、南はミャンマーとインド、西はメトク県、北はゾガン県、パシュー県、ポメ県に隣接する。南部はインドの実効統治下（アルナーチャル・プラデーシュ州）にあり、国境問題が残っている。

## 行政区画
3鎮、3郷を管轄：
- 鎮：竹瓦根鎮、上察隅鎮、下察隅鎮
- 郷：察瓦竜郷、古拉郷、古玉郷

## 参考資料
- A. Gruschke: The Cultural Monuments of Tibet’s Outer Provinces: Kham - Volume 1. The Xizang Part of Kham (TAR), White Lotus Press, Bangkok 2004. ISBN 974-480-049-6
- Tsering Shakya: The Dragon in the Land of Snows. A History of Modern Tibet Since 1947, London 1999, ISBN 0-14-019615-3

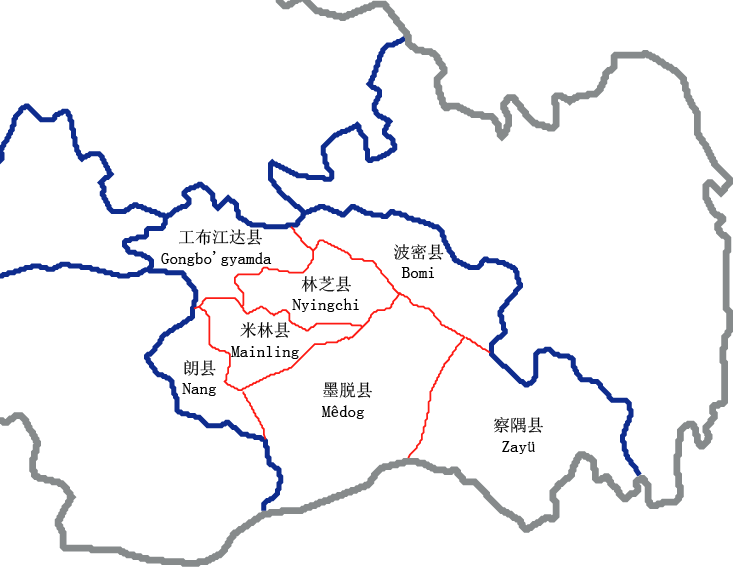
ニンティ地区の行政区画